# Église Sant'Ivo alla Sapienza
L'église Sant'Ivo alla Sapienza (généralement traduit en français : Saint-Yves-de-la-Sagesse, quoique le contexte dans lequel elle se trouve, l'université de Rome, autoriserait également à traduire: Saint-Yves-de-la-Connaissance) est une église de Rome située dans le rione (quartier) de Sant'Eustachio. Elle est considérée comme un chef-d'œuvre de l'architecture baroque romaine et construite entre 1643-1662 par Francesco Borromini.

## Historique
Le 25 septembre 1632, sur proposition de Gian Lorenzo Bernini, Francesco Borromini fut nommé architecte de La Sapienza par un bref apostolique d’Urbain VIII Barberini.
Lorsque Borromini prit cette charge, l’implantation de la cour intérieure et de la façade principale était achevée. Le programme de construction avait été arrêté par Giacomo della Porta son prédécesseur ; il comprenait : une église circulaire avec de très petites chapelles, la réalisation des façades donnant sur la place Sant’Eustachio et la via dei Canestrati, les quatre passages couverts sur arcades, sur 3 côtés.
Le premier travail sur lequel Borromini se pencha fut l’église, pour laquelle il disposait d’un espace à peu près carré, extrêmement réduit. S’il suivit bien l’idée d’un plan centré, le projet de Borromini fut très différent de celui de son prédécesseur, il l’implanta à partir d’un plan hexagonal issu de l’intersection de deux triangles équilatéraux.
Selon les livres de chantier, ce n’est que le 24 janvier 1643 que commencèrent les travaux. Ils se déroulèrent sur une période de 20 ans, avec une interruption entre 1655 et 1659. Les documents permettent de fixer quelques étapes de la construction :
En 1648, on commença les voûtes de la coupole ;
En 1649, le début de la couverture avec des plaques de plomb ;
En 1652, on entrepris de réaliser la lanterne ;
Le 7 avril 1655, Alexandre VII Chigi, dont l’architecte de prédilection était Bernini, succéda à Innocent X Pamphili. Cette même année, lorsqu’ apparut la coupole, se leva un chœur de protestations devant la hardiesse de l’œuvre. Borromini fut accusé d’avoir réalisé un édifice instable. À tel point que le recteur de La Sapienza demanda à Borromini de s’engager personnellement contre tout dommage éventuel pendant 15 ans ;
Entre 1655 et 1659, les travaux furent interrompus. Des fissures apparurent sur la voûte, ce qui alimenta encore plus la rumeur. Borromini s’en expliqua : l’interruption des travaux avait empêché la réalisation d’un autre corps de bâtiment (la future bibliothèque Alessandrina) qui devait servir de contrefort à l’église. Avant d’élever la bibliothèque, il fallait démolir un vieux bâtiment de la douane qui se trouvait sur cet emplacement ;
Le 31 mars 1659, commencèrent les travaux de démolition de la douane et le 7 avril furent concédés 10.000 écus au recteur afin de subvenir aux dépenses nécessaires à la poursuite des travaux, c’est ainsi que put commencer la seconde phase ;
Le 22 avril 1659, débutèrent les fondations de la bibliothèque ;
En 1660, la décoration interne de l’église était bien avancée, non sans difficultés. Elle s’inspira pourtant de motifs héraldiques des Chigi, ce qui n’empêcha pas le pape de critiquer l’architecture « milanaise » de Borromini. Cette décoration fut refaite de nombreuses fois, parfois car Borromini changea d’avis, mais surtout du fait du commettant; tout cela montre les conditions difficiles auxquelles Borromini dut faire face sur ce chantier ;
Enfin, le 17 septembre 1660, la décoration fut à peu près achevée, il ne manquait que le retable de Pierre de Cortone et le pavement qui ne fut réalisé qu’en 1662 ;
En novembre 1660, Alexandre VII consacra l’église inachevée ;
La façade sur Sant’Eustachio fut réalisée entre 1659 et 1664 ;
Alexandre VII mentionne dans ses mémoires que la bibliothèque fut achevée en 1665, ce qui n’est pas tout à fait exact : à la mort de Borromini, en 1667, il manquait encore les colonnettes prévues sur les côtés des fenêtres.

## Description
La cour rectangulaire, délimitée sur trois côtés par deux niveaux de galeries à arcades plein cintre, est fermée sur son quatrième côté par l’église dont la façade concave vient rompre la rectitude de l’architecture classique des autres faces de la cour.

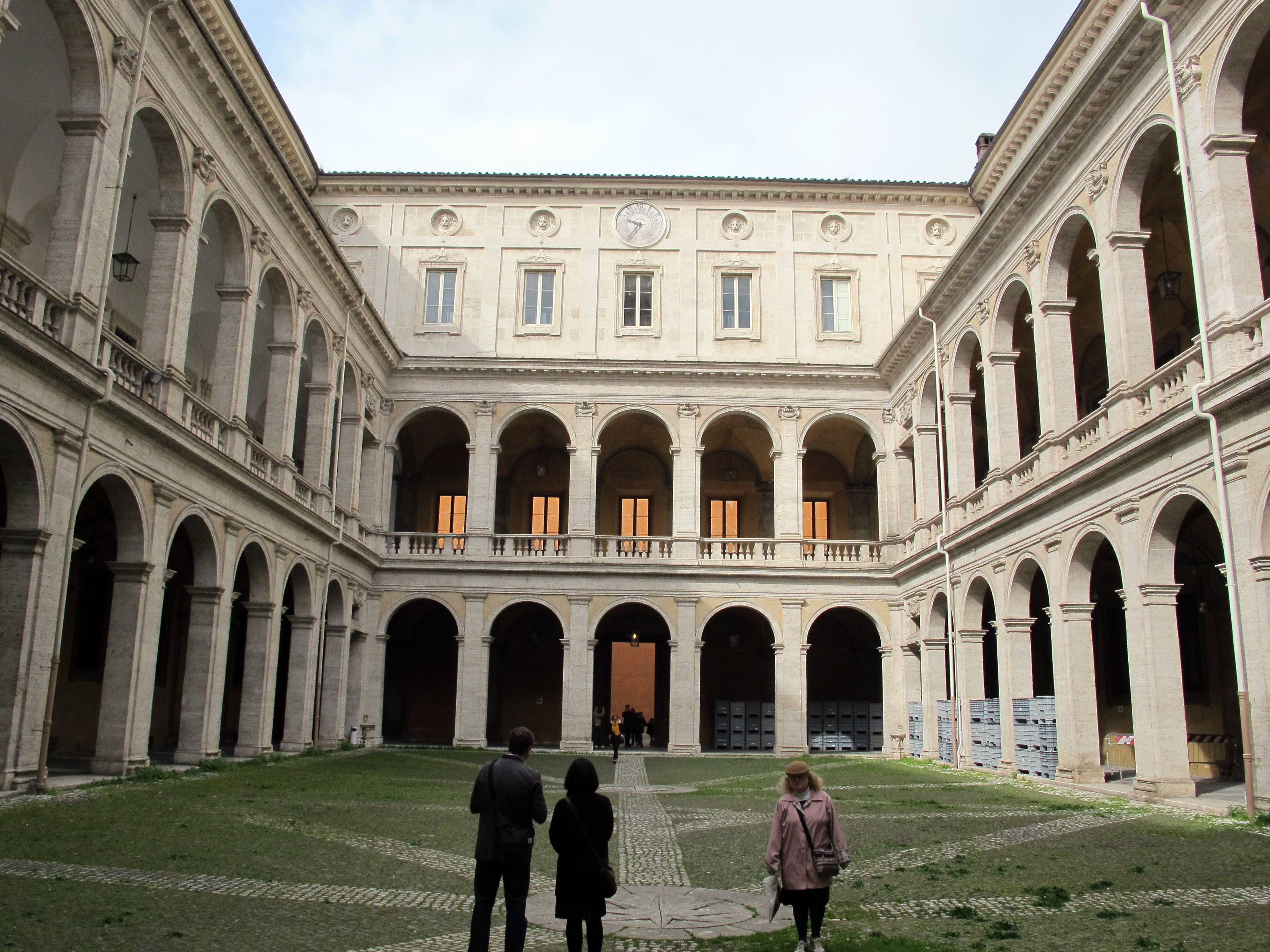
Cour côté arcades.
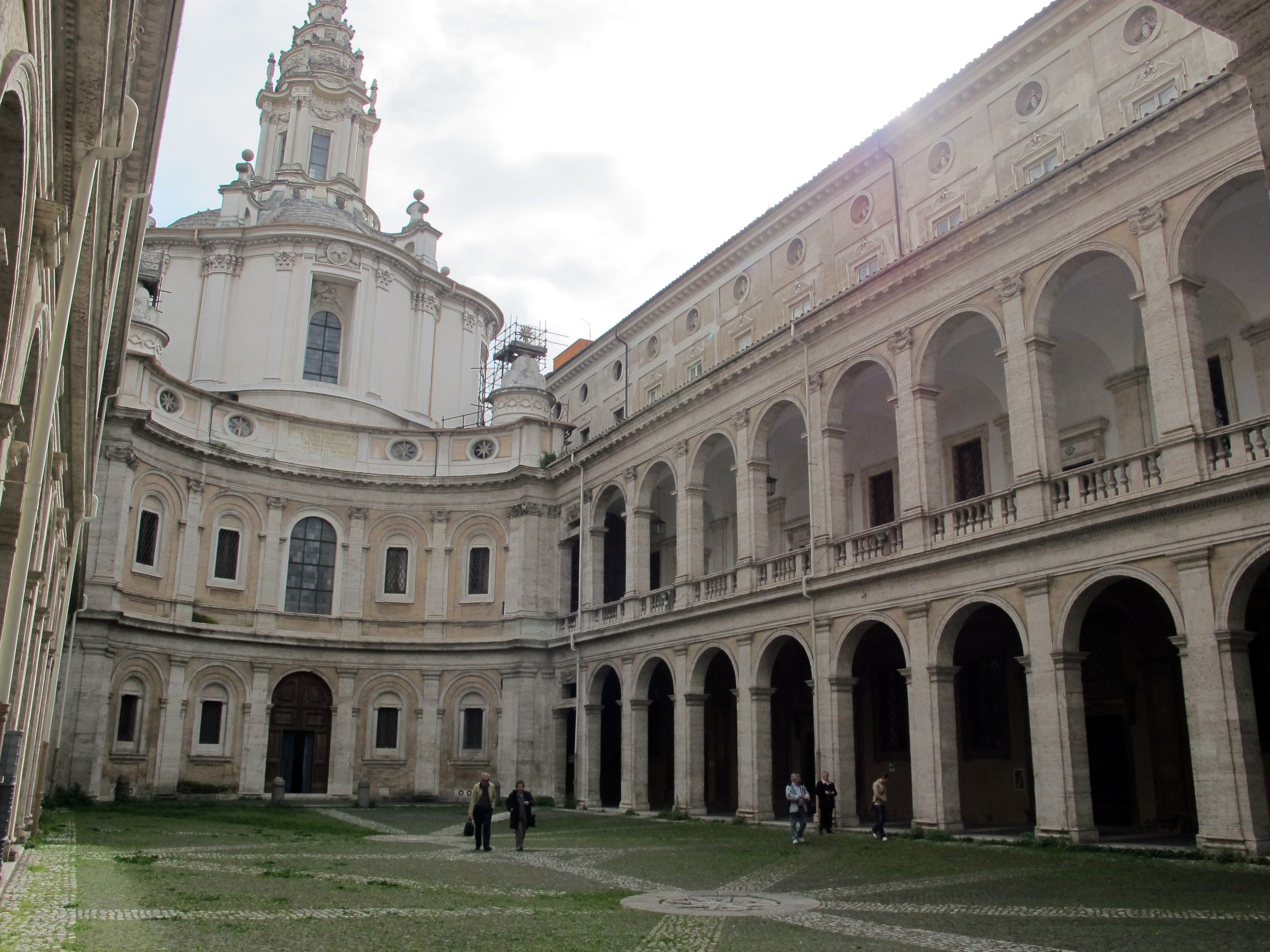
Cour côté église.
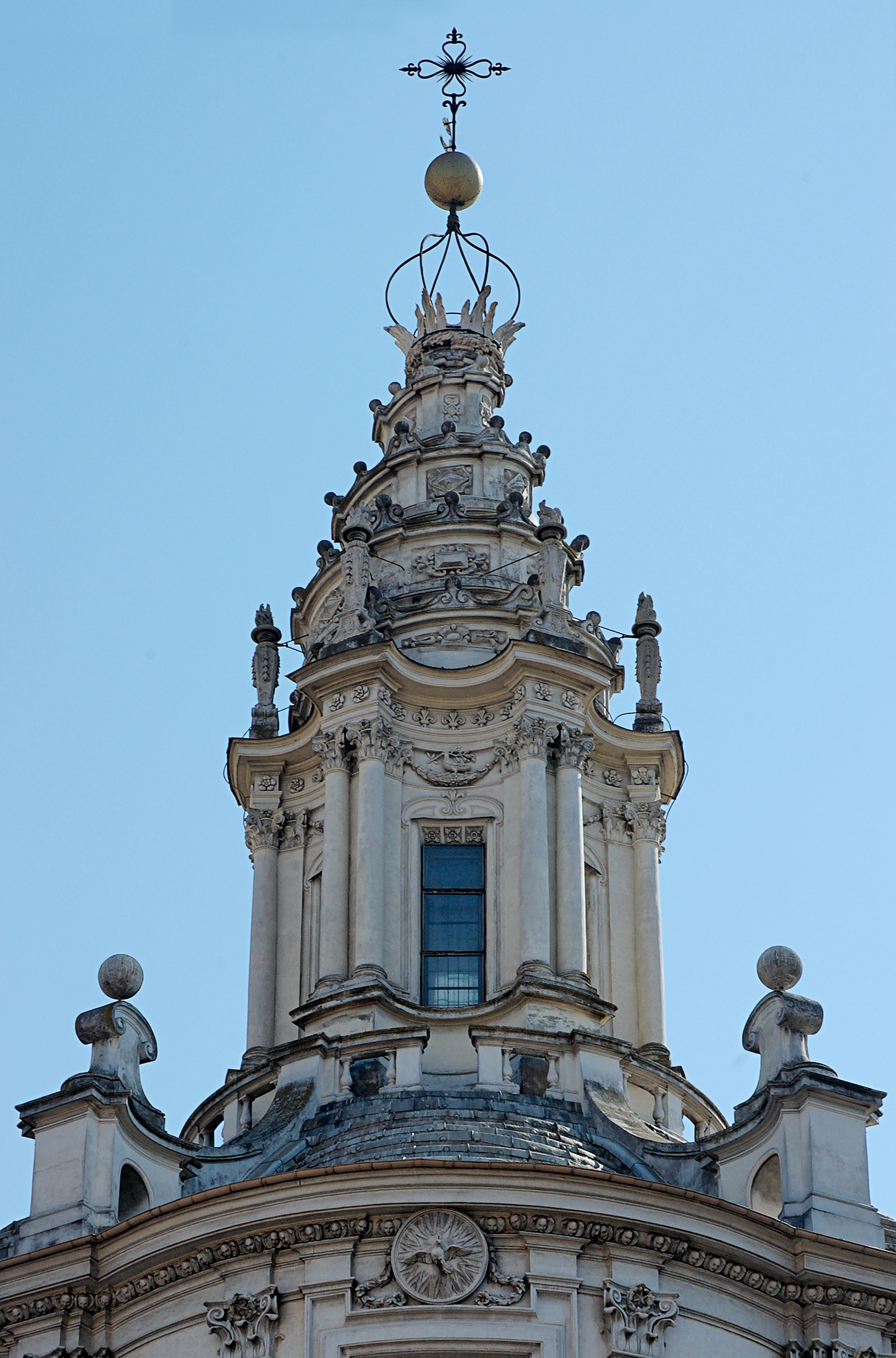
Clocher
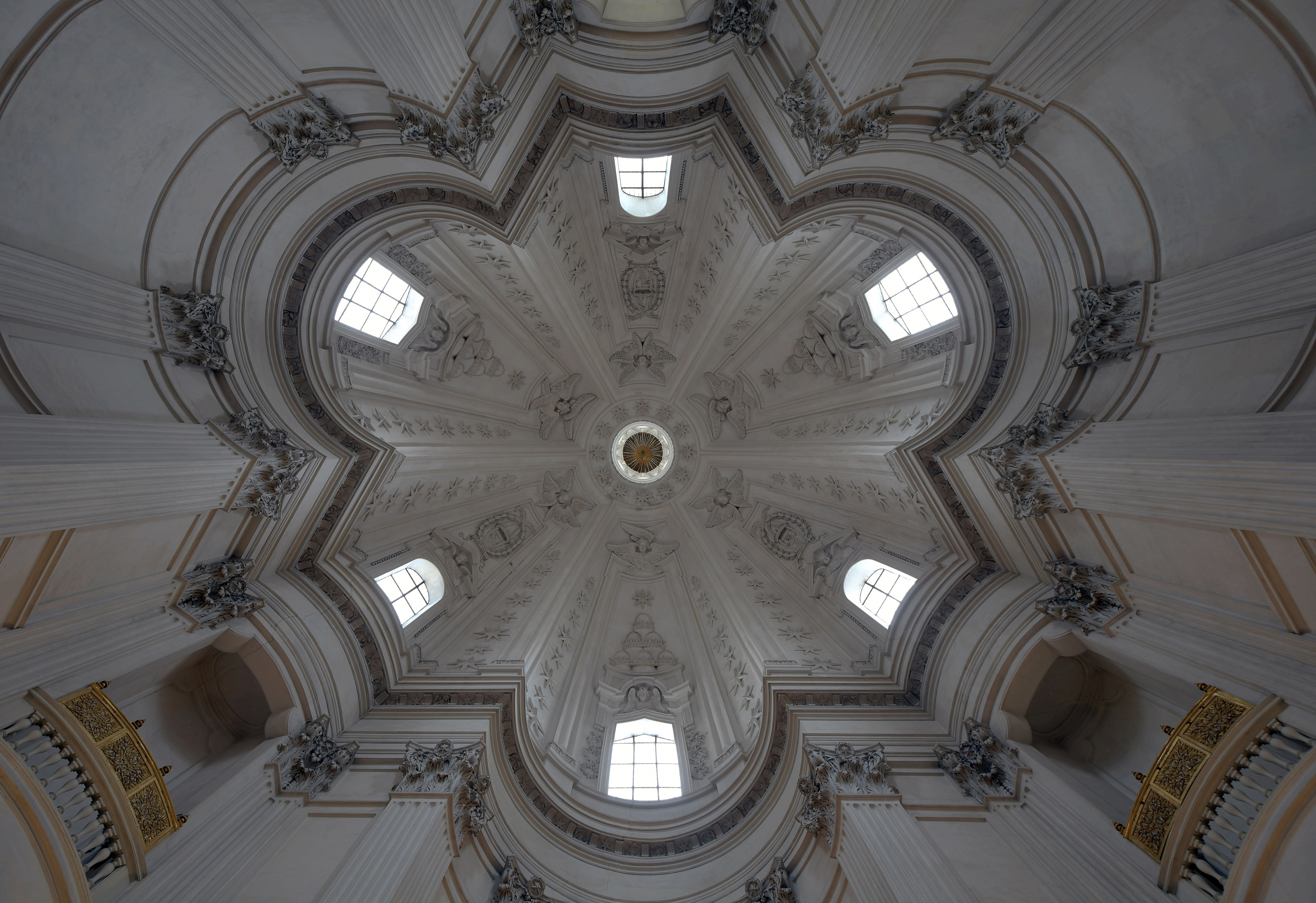
Coupole

Le symbolisme est une composante intrinsèque de Borromini, reconnue par l’ensemble des spécialistes. Il n’est donc pas étonnant de constater que l’implantation de Sant’Ivo est basée sur un ensemble de deux triangles équilatéraux centrés, dont l’un a son sommet en haut et l’autre en bas : c’est- à-dire le symbole du sceau de Salomon. Par sa sagesse légendaire, le roi Salomon est déjà en soi une référence au lieu d’implantation, l’université. Mais le symbole lui-même se rapporte par l’un de ses multiples sens à ce que la tradition nomme l’ « Homme Universel » qui, en plus de son aspect sacré de médiateur entre le ciel et la terre, est à mettre directement en relation avec la Sagesse et la Connaissance. Par ailleurs, l’étoile ainsi formée et qui n’est qu’une variante du sceau de Salomon, possède 6 branches et le symbolisme de ce nombre se rapporte au ciel et à l’ « Homme Universel ». Ainsi Borromini a-t-il fondé, dans le temple du savoir de l’université romaine, l’espace sacré de l’église, médiatrice par laquelle s’opère la communication entre le ciel et la terre.

Sceau de Salomon.
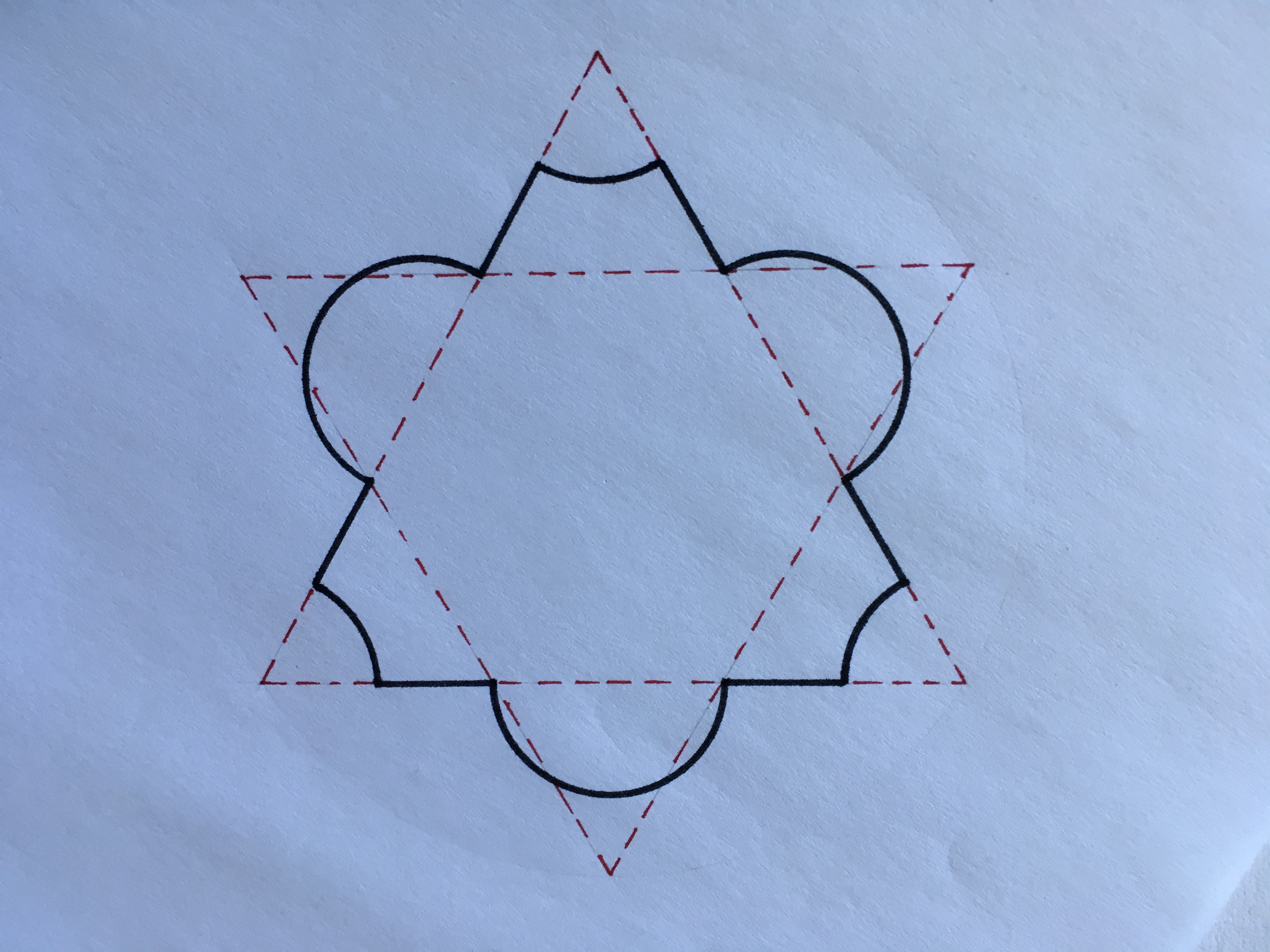
Implantation de Sant'Ivo.
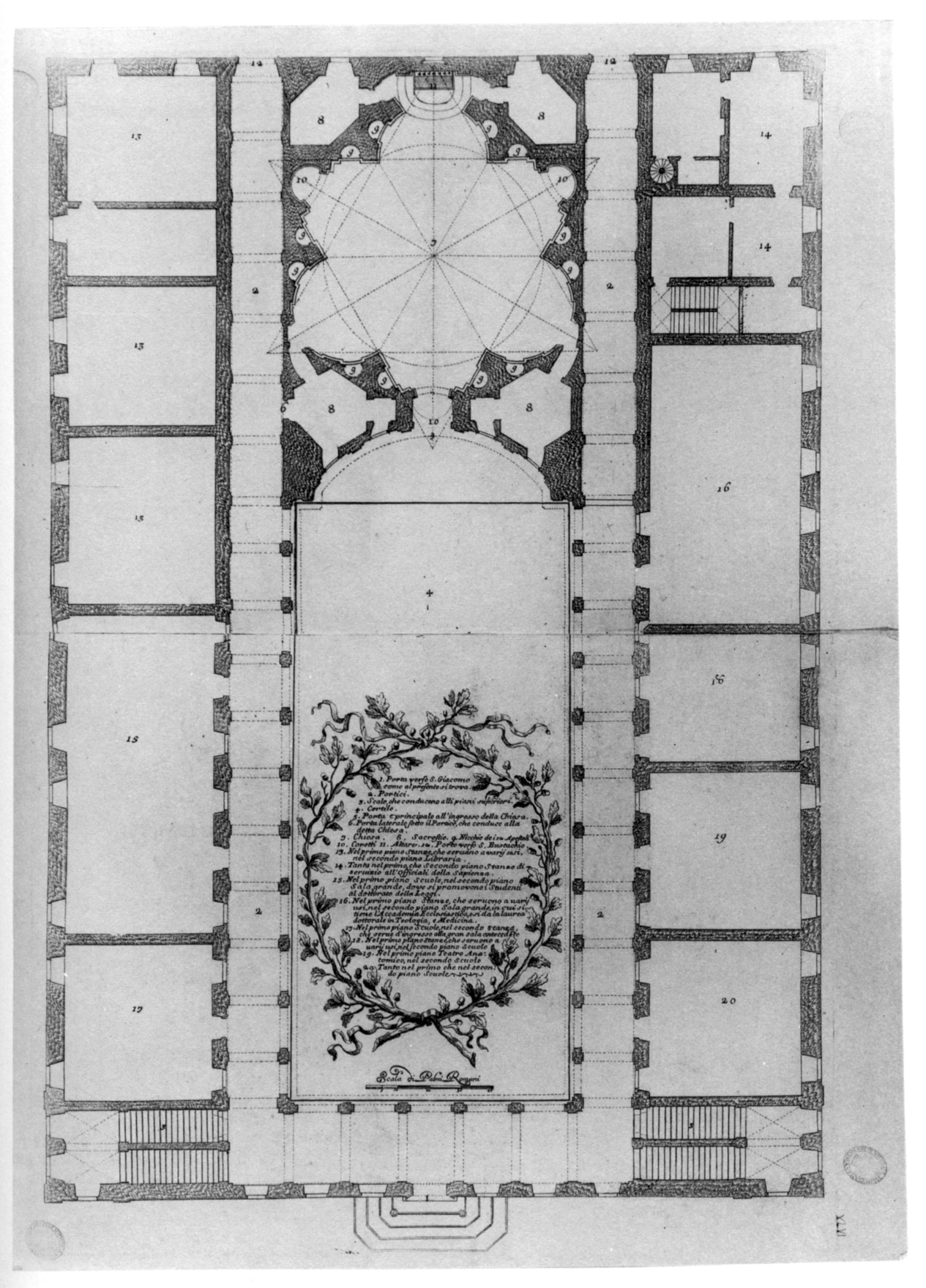
Plan de Borromoni.

Le chœur, orienté, et les chapelles nord et sud sont concaves, les trois autres chapelles sont convexes. Guidé par de puissants pilastres nervurés, le mouvement ondulatoire ainsi créé s’élève depuis la base le long du tambour, envahit le dôme, où une saisissante perspective force le regard en une vertigineuse ascension le long de l’axe du monde, jusqu’à un point rayonnant et lumineux au centre de la lanterne : la divine Sapienza.

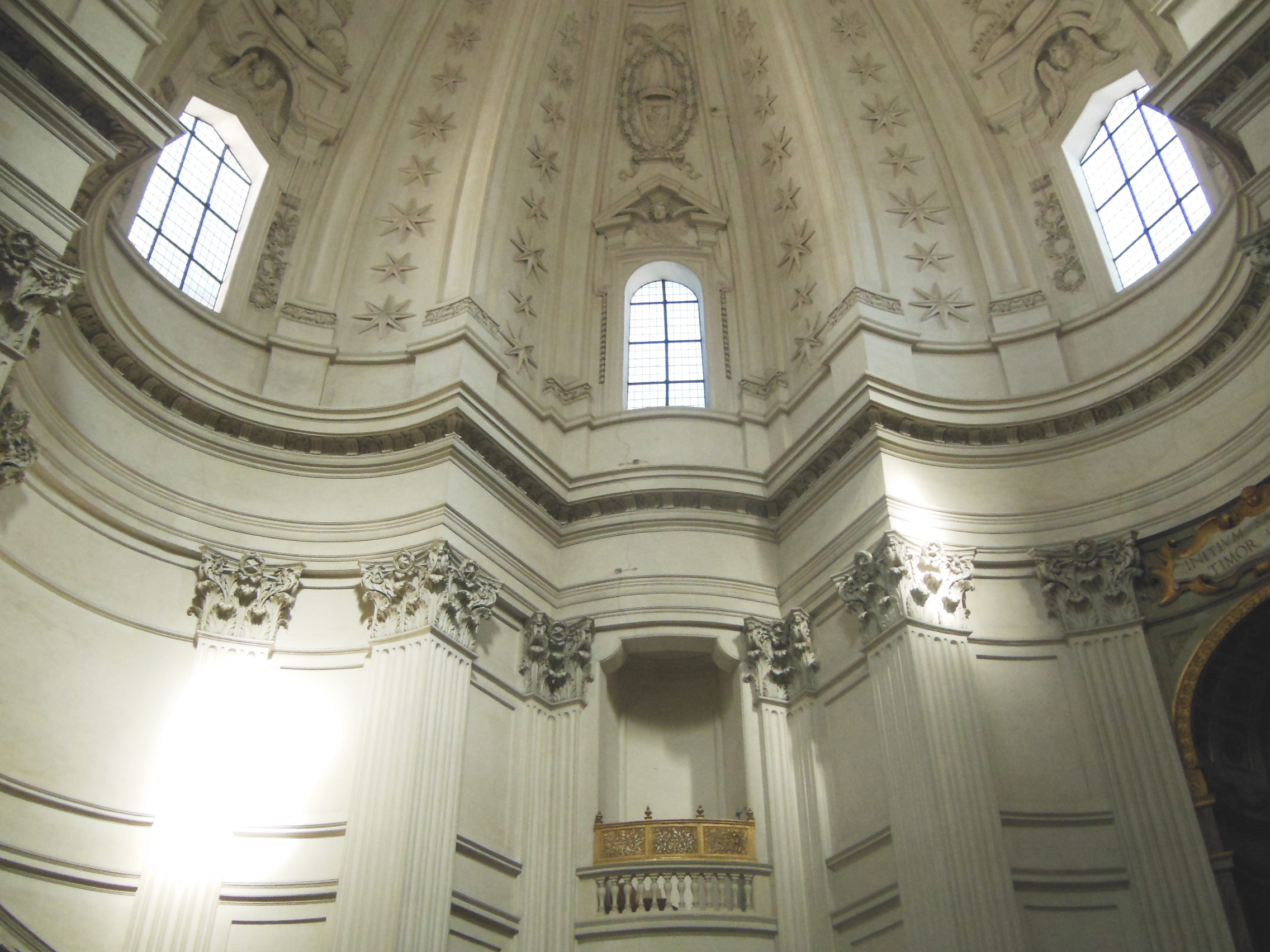
Le tambour.
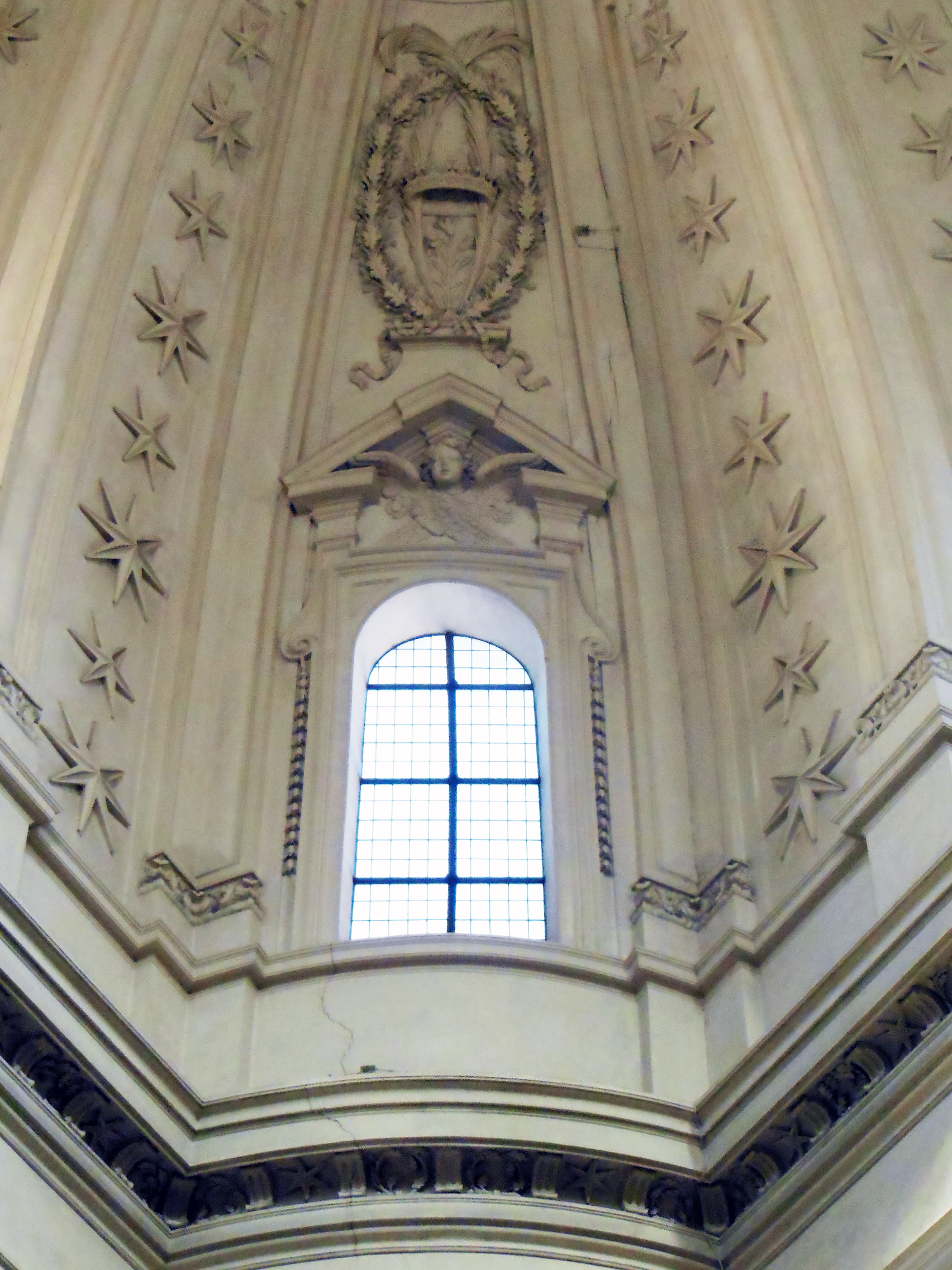
La naissance du dôme.
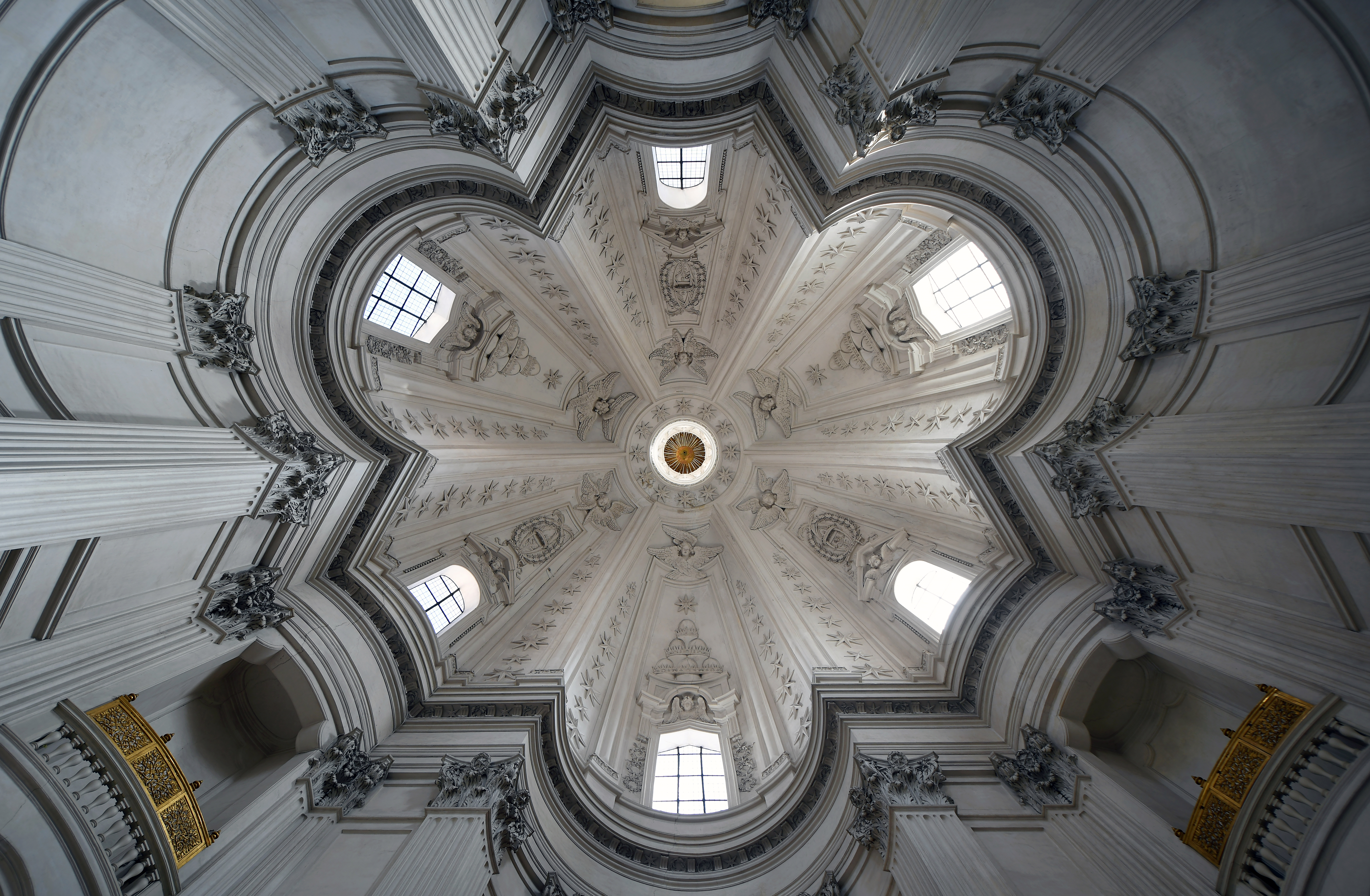
Le dôme.

Il serait bien difficile, étant à l’intérieur, d’en déduire l’aspect extérieur et vice versa. On se trouve en présence de deux composantes dissemblables, quoique complémentaires et constituant pourtant une unité architecturale : les 6 lobes internes ne transparaissent pas à l’extérieur - le dôme est devenu couverture à plusieurs niveaux, sur laquelle rayonnent contreforts et pinacles (gothiques) achevés par des sphères de travertin - la lanterne n’est plus la même, circulaire à l’intérieur, elle est composée à l’extérieur de 6 éléments concaves séparés par des colonnes et l’on découvre en élevant le regard, que la vision intérieure vers le ciel, que l’on croyait directe, est en fait spiralée. Pour autant, tout cela est lié et cohérent avec le principe fondamental du projet de Borromini, car cette « opposition » intérieur-extérieur est à mettre en relation avec un autre aspect du symbole du sceau de Salomon : celui de la complémentarité, qui se traduit graphiquement par l’union de deux triangles opposés.

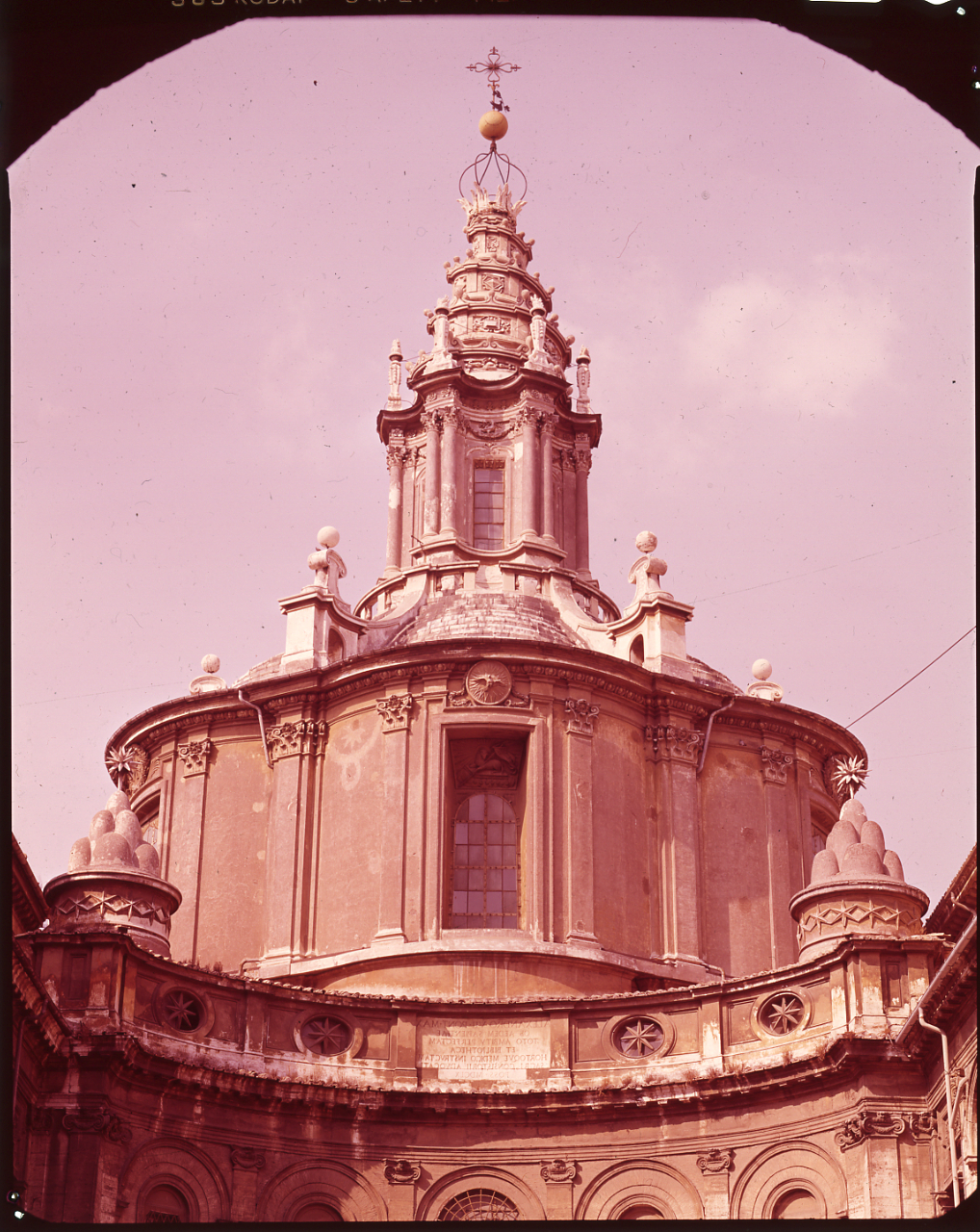
Extérieur du dôme.
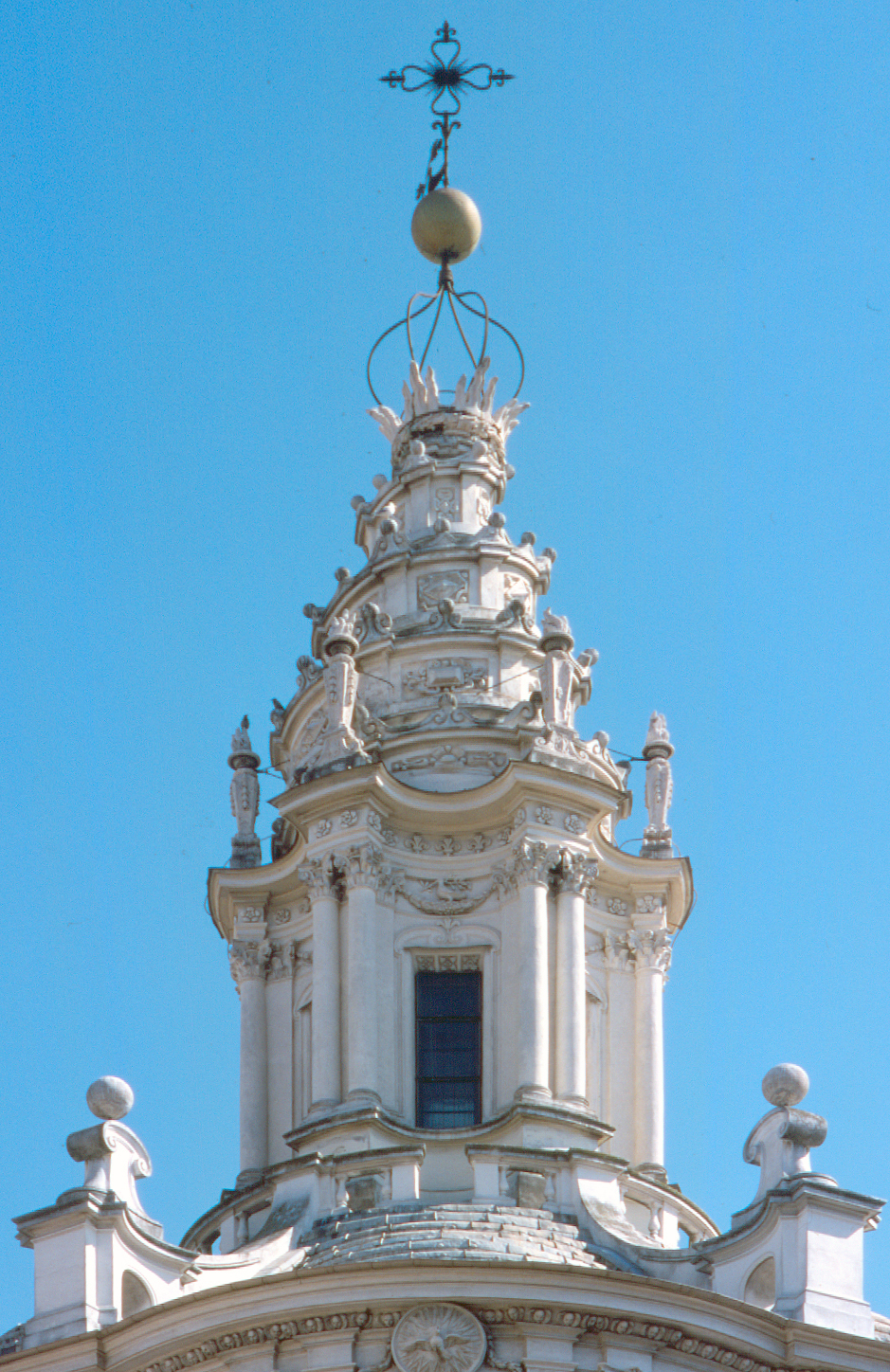
Extérieur de la lanterne.

La décoration intérieure est très sobre, les murs de couleur claire cèdent la place à l’espace et à la lumière, ils sont juste parcourus par de nombreuses étoiles à 6 branches et des motifs floraux. Au-dessus de l’autel se trouve le retable de Pierre de Cortone, représentant saint Yves, patron des avocats. Autant à l’intérieur que sur les murs extérieurs, se trouvent des représentations héraldiques des papes Urbain VIII (abeille), Innocent X (colombe) et Alexandre VII (gueule au mont à trois cimes).

Héraldique d'Urbain VIII.
Héraldique d'Innocent X.
Héraldique d'Alexandre VII.

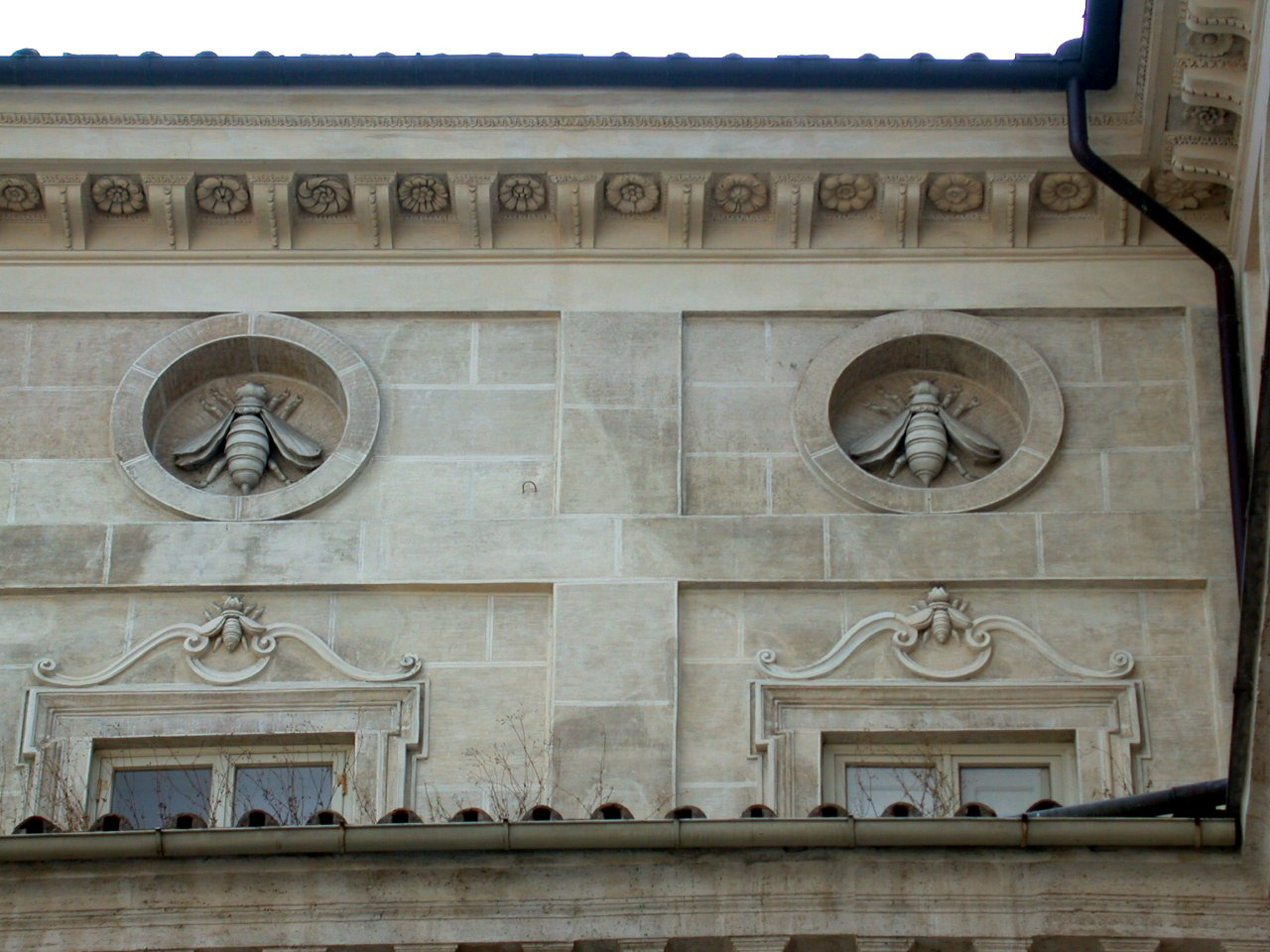
Abeilles d'Urbain VIII, dans la cour.
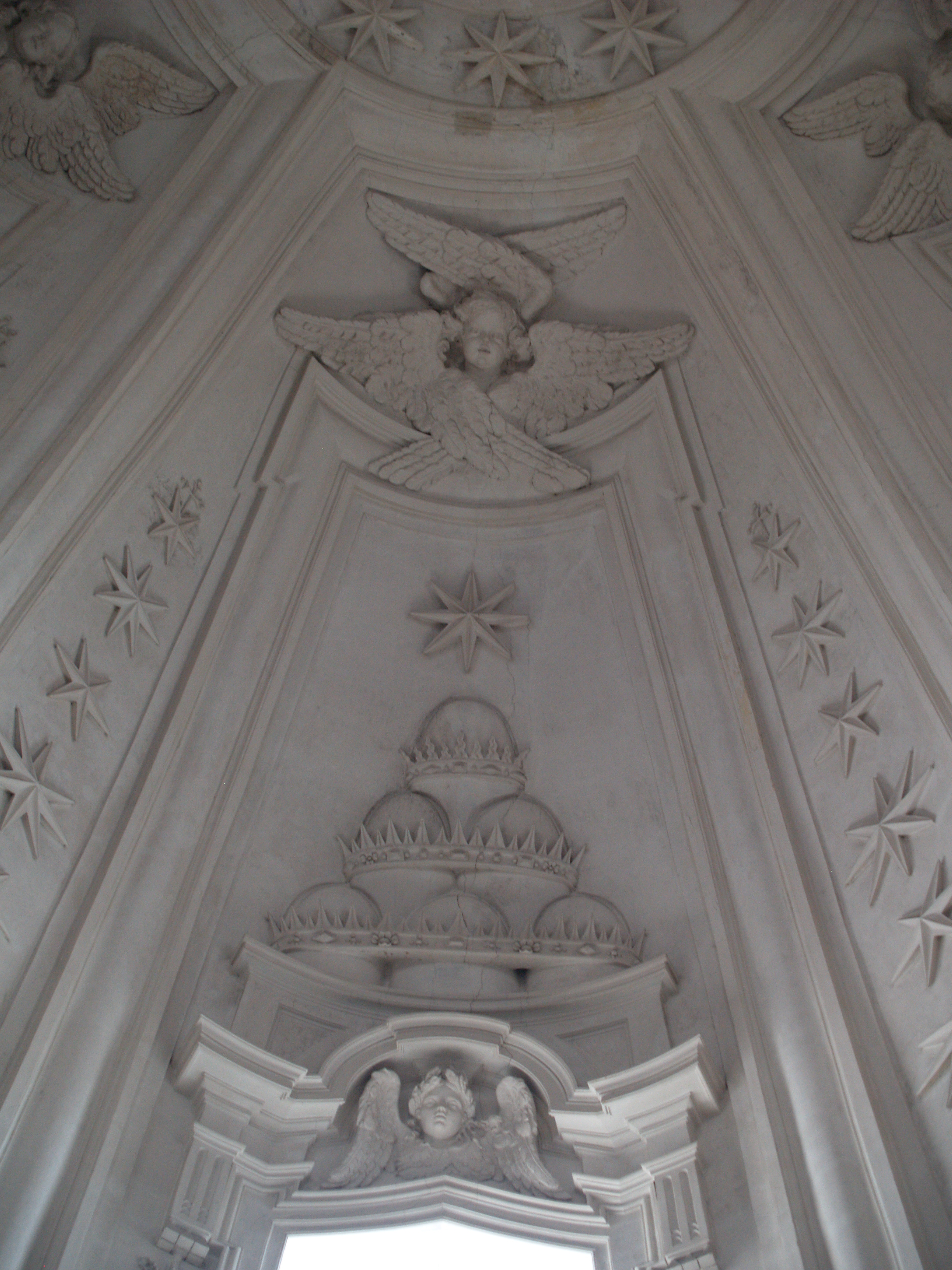
Mont à trois cimes d'Alexandre VII.